# 雍茂
雍 茂（よう ぼう／よう も、生没年不詳）は、中国後漢末期の人物。
劉備から主簿に任じられた。
劉備が曹丕の帝位簒奪を受け即位しようとした時、劉巴と共に劉備に対して、即位するのは時期尚早だと諫言した。しかし劉備は、雍茂を他の事を理由に処刑した（『三国志』蜀書劉巴伝注引『零陵先賢伝』）。盧弼の『三国志集解』に注釈された李清植が述べるところによると、三国志本伝では劉巴が劉備即位の布告文を起草するなど、積極的に関与しており矛盾が見られることから零陵先賢伝の記録は敵国の誹謗であり信じるに足らないとしている。同様に劉家立も零陵先賢伝の三国志との矛盾を指摘し、信用できない記述であるとしている。